# Esmeraldas (Équateur)
Pour les articles homonymes, voir Esmeraldas.
Esmeraldas est une ville de l'Équateur et la capitale de la province d'Esmeraldas. Elle compte environ 95 000 habitants et constitue l'un des principaux ports à l'exportation du pays du fait de son activité de raffinerie.

## Histoire
La Conquête
Bartolome ruiz a été le premier explorateur espagnol qui a divisé l’espace maritime de la côte nord de l’Equateur, cet endroit sera plus tard appelé Esmeraldas. Il est arrivé à l’embouchure du « rio Grande » (grand fleuve) et il a été reçu amiablement. Selon l’historien  Federico Gonzalez Suarez, Ruiz a trouvé au bord de la rivière trois peuples dont les habitants portent de l’or. Le pilote continue son voyage par la côte, et après il revient avec Pizarro et Almagro.  Ils débarquent  à côté d’une petite baie et ils ont pris la possession  du hameau de Sague. Le 21 de septembre de 1526. Quand Pizarro arrive la réception par les natifs n’est pas été bonne donc Pizarro et son groupe ont attendu dans l’ile du Gallo. Pizarro a été capable de revenir finalement en 1531 et il a conquis l’endroit.
Siècle XVI
Esmeraldas est connue comme « le pays des yumbos » qui sont considérés comme des indiens sauvages et dangereux. Ces tribus étaient composées de communautés de nigua, lachis, malabas et cayapas. Le manque de chemins sûrs a facilité l’isolement de la province jusqu’au XVIIIe siècle
Esmeraldas a dépendu pendant 3 siècles du gouvernement de Quito. Ceci très important car avec la ancienne distribution politique, la majeure partie de la côte de l'actuel État équatorien dépendait du gouvernement de Guayaquil, à l'exception de l'actuelle municipalité de la ville d'Esmeraldas..
Au cours de ce siècle, Esmeraldas a été une grande tentation pour les Espagnols, en raison des minéraux, selon Andrés Contero en 1586. Au cours de ce siècle, la ville d'Atacames a été fondée par Miguel Cabello Balboa, mais elle a ensuite été abandonnée.          

## Administration

### Jumelage
La ville d'Esmeraldas est jumelée avec les villes suivantes :
- Montevideo, Uruguay

## Économie

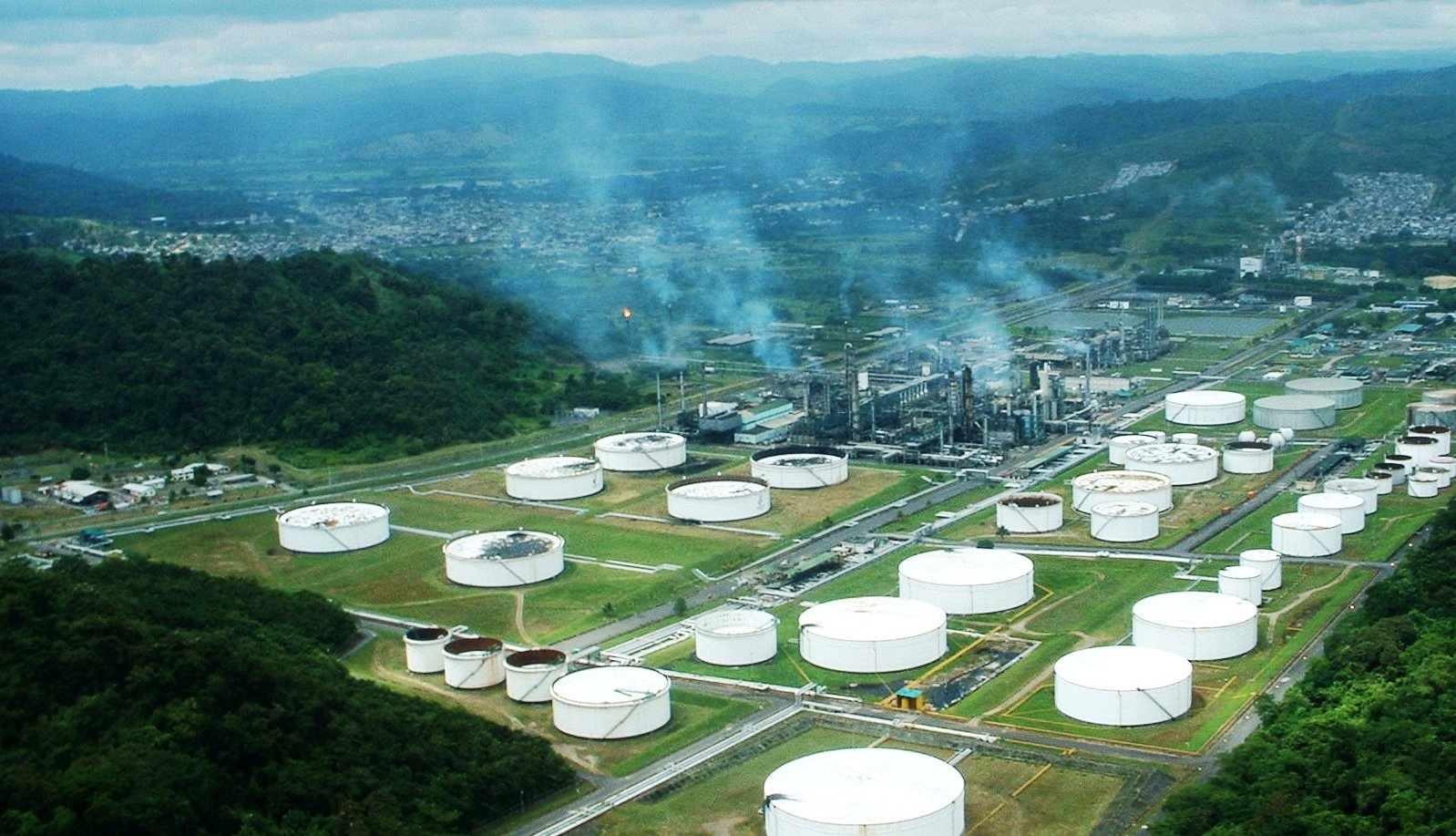
La raffinerie d'Esmeraldas.

La ville est l'un des ports les plus importants du pays. Elle abrite le terminal de l'oléoduc provenant d'Oriente en Amazonie – et à ce titre une importante raffinerie de produits pétroliers –, ainsi qu'un aéroport pour vols nationaux avec des connexions pour Cali en Colombie. 
La commune possède des plages et dotée d'une infrastructure hôtelière permettant le développement du tourisme.

## Culture
Le 5 août – et pendant toute une semaine – est célébré l'anniversaire de l’indépendance de la ville avec une fête foraine et ses manèges actionnés à la main et l'élection de Miss Esmeraldas. La ville accueille une foire agricole et de nombreuses démonstrations de danses folkloriques.

## Personnalités nées à Esmeraldas
- Alexander Bolaños (1999-), footballeur
- Luz Argentina Chiriboga (1940-), écrivaine
- Pervis Estupiñán (1998-), footballeur
- Rorys Aragón Espinoza (1982-), footballeur
- Piero Hincapié (2002-) footballeur